# Vụ hỏa hoạn xe buýt Kazakhstan 2018
Vào ngày 18 tháng 1 năm 2018, một chiếc xe buýt bùng cháy trên đường Samara-Shymkent  ở huyện Yrgyz thuộc vùng vùng Aktobe của Kazakhstan. Vụ cháy đã giết chết 52 hành khách, với ba hành khách và hai tài xế chạy thoát được.

## Sự cố
Vụ cháy xảy ra vào khoảng 10:30 sáng (UTC + 5: 00) khi xe buýt đưa người lao động nhập cư đến Kazan ở Nga. Tất cả những người chết là người Uzbek, những người sống sót sau đó là ba hành khách Uzbek và hai người lái xe Kazakh. Một cánh cửa bên hông đã được báo cáo là bị chặn, ngăn lối thoát ra khỏi xe. 
Uzbekistan đã phái cả hai nhân viên của Bộ Ngoại giao và Khẩn cấp vào hiện trường và tuyên bố rằng họ sẽ đưa thi thể những người chết về nước bằng xét nghiệm DNA được sử dụng để nhận dạng.
Tổng thống Kazakh Nursultan Nazarbayev đã gửi một bức điện chia buồn đến Tổng thống Shavkat Mirziyoyev. Lời chia buồn cũng được gửi từ tổng thống Tajikistan,
Gruzia,
Azerbaijan,
Belarus,
và Turkmenistan và từ vua Abdullah II của Jordan..